# パレード (CHABAの曲)
「パレード」は、日本のバンド、CHABAのメジャー3枚目のシングル。2006年2月22日発売。発売元はキューンレコード。

## 概要
- 屋敷豪太プロデュース第一弾。

## 収録曲
1. パレード(4:53)
作詞：平野一郎、作曲：CHABA、編曲：CHABA・屋敷豪太
2. ライムライトを走れ(3:23)
作詞：平野一郎、作曲：CHABA、編曲：CHABA・河村博司
3. パレード＜version364＞(4:53)
4. パレード＜Instrumental＞(4:53)

## 収録アルバム
- オリジナル『アトリエ』（2006年8月2日）
- オムニバス『NARUTO -ナルト- Best Hit Collection 2』（2006年8月2日）

## タイアップ
- パレード：テレビ東京系アニメ『NARUTO -ナルト-』12代目エンディングテーマ（2006年1月4日 - 3月29日放送までの第166話から178話）